# 브루스 커비
브루스 커비(Bruce Kirby, 1928년 4월 24일 ~ )는 미국의 배우이다.
뉴욕에서 태어났다.

## 출연 작품
- 2:22 (2008년)
- 크래쉬 (2004년)
- 볼드 어페어 (1998년)
- 각가지 크리스마스 (1996년)
- 레이브 리뷰 (1994년)
- 별난 커플 (1993년)
- 미스터 원더풀 (1993년) - 단테 역
- 귀향 (1992년)
- 페리 메이슨 - 페이틀 패션의 사건 (1991년)
- 할리우드의 출세기 (1989년)
- 하얀 옷의 여인 (1988년)
- 집행관 니티 (1988년)
- The In Crowd (1988)
- 환상 살인 (1987년)
- 해피 뉴 이어 (1987년)
- 무장과 위험 (1986년)
- 스탠 바이 미 (1986년)
- 스위트 드림 (1985년)
- 내 이름은 펑키 (1984년)
- 머펫 무비 (1979년)
- 캐치 22 (1970년)
- 호간의 영웅들 (1965년)

### 텔레비전
- 보난자 (1968-71)
- 아이언사이드 (1970-71)
- 닥터 웰비 (1971, 1974)
- 닥터 게논 (1972-73)
- 수사관 맥클라우드 (1972-73)
- 코작 (1973-76)
- L.A. 로 (1986-91)
- In the Heat of the Night (1990)